# CUNY TV
 (mai 2024).
La mise en forme du texte ne suit pas les recommandations de Wikipédia : il faut le « wikifier ».
Les points d'amélioration suivants sont les cas les plus fréquents. Le détail des points à revoir est peut-être précisé sur la page de discussion.
- Les titres sont pré-formatés par le logiciel. Ils ne sont ni en capitales, ni en gras.
- Le texte ne doit pas être écrit en capitales (les noms de famille non plus), ni en gras, ni en italique, ni en « petit »…
- Le gras n'est utilisé que pour surligner le titre de l'article dans l'introduction, une seule fois.
- L'italique est rarement utilisé : mots en langue étrangère, titres d'œuvres, noms de bateaux, etc.
- Les citations ne sont pas en italique mais en corps de texte normal. Elles sont entourées par des guillemets français : « et ».
- Les listes à puces sont à éviter, des paragraphes rédigés étant largement préférés. Les tableaux sont à réserver à la présentation de données structurées (résultats, etc.).
- Les appels de note de bas de page (petits chiffres en exposant, introduits par l'outil «  Source ») sont à placer entre la fin de phrase et le point final[comme ça].
- Les liens internes (vers d'autres articles de Wikipédia) sont à choisir avec parcimonie. Créez des liens vers des articles approfondissant le sujet. Les termes génériques sans rapport avec le sujet sont à éviter, ainsi que les répétitions de liens vers un même terme.
- Les liens externes sont à placer uniquement dans une section « Liens externes », à la fin de l'article. Ces liens sont à choisir avec parcimonie suivant les règles définies. Si un lien sert de source à l'article, son insertion dans le texte est à faire par les notes de bas de page.
- La présentation des références doit suivre les conventions bibliographiques. Il est recommandé d'utiliser les modèles {{Ouvrage}}, {{Chapitre}}, {{Article}}, {{Lien web}} et/ou {{Bibliographie}}. Le mode d'édition visuel peut mettre en forme automatiquement les références.
- Insérer une infobox (cadre d'informations à droite) n'est pas obligatoire pour parachever la mise en page.

Pour une aide détaillée, merci de consulter Aide:Wikification.
Si vous pensez que ces points ont été résolus, vous pouvez retirer ce bandeau et améliorer la mise en forme d'un autre article.
Pour les articles homonymes, voir Cuny.

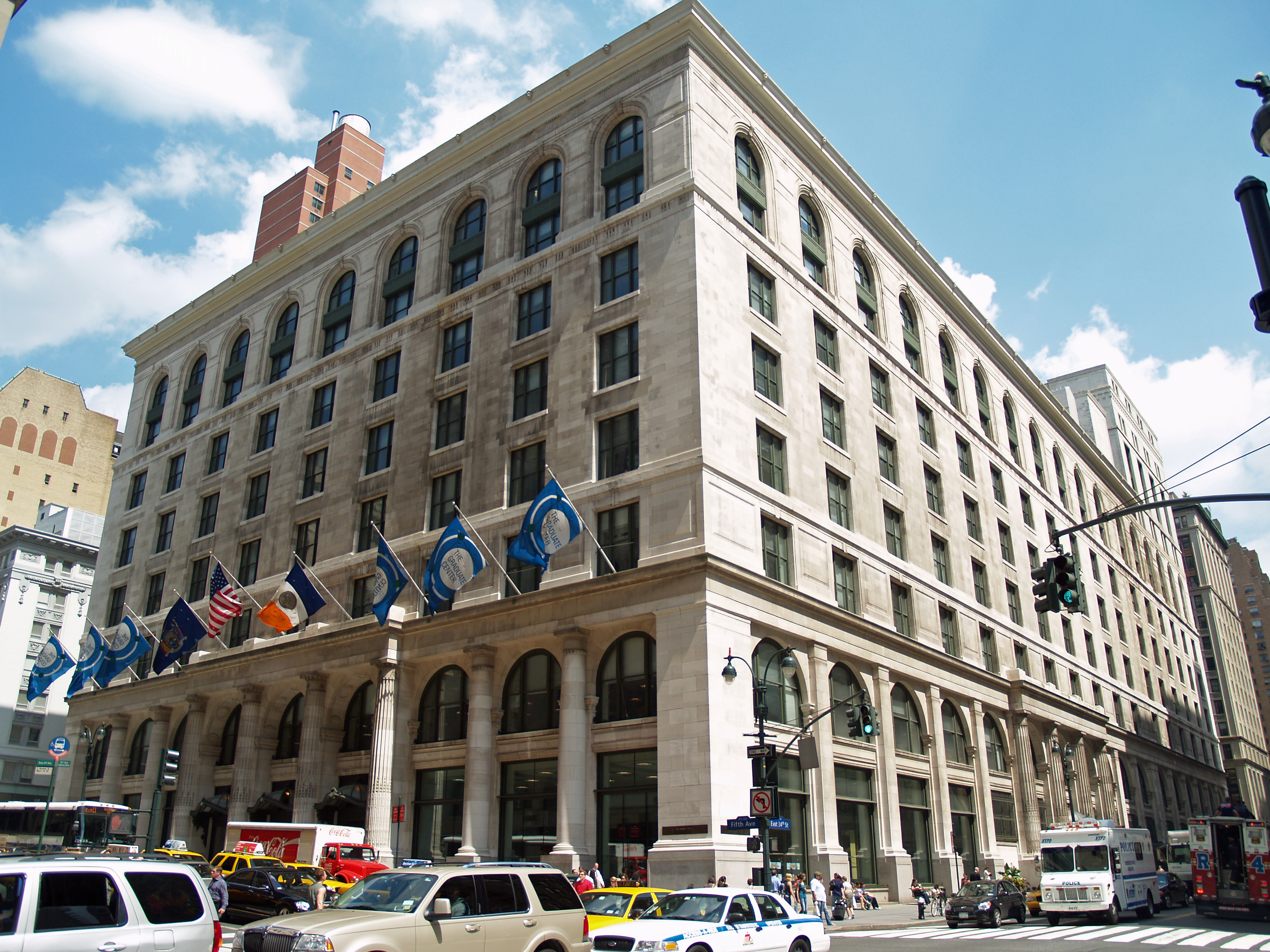
Studios de télévision CUNY TV situés au Graduate Center

CUNY TV (/ˈkjuːni/) est une station éducative non commerciale de l'université de la ville de New York. Elle propose des programmes de télé-cours dans diverses matières telles que les mathématiques, la physique, la biologie, l'histoire, ou encore l'art et les études sociales. Elle propose également une programmation culturelle avec des spectacles en allemand, espagnol et français. La station a été créée pour la première fois en 1985, et est devenue en 2007 un studio HD et un centre de post-production de grande capacité, avec un camion de production mobile équipé de six caméras.

## Histoire
La station a été créée en 1985 sous le nom de CUNY TV.
En 2009, la station est passée à la TVHD et a commencé à diffuser sur câble en SD et sur la chaîne numérique WNYE-TV DTV 25.3 en HD 720p.
En 2012, les studios de télévision et de radio de CUNY TV ont été rebaptisés «Himan Brown TV & Radio Studios», du nom de Himan Brown, producteur et réalisateur de radio américain. Depuis 1999, la station a remporté de nombreux prix de l'industrie de la télévision, dont 18 New York Emmy Awards, de nombreux Telly Awards et Communicator Awards, pour la variété de ses séries et programmes spéciaux.

## Programmation originale
La station diffuse Democracy Now! d'Amy Goodman deux fois par jour, ainsi que des informations quotidiennes sur le monde en anglais de la Deutsche Welle. La station diffuse également de nombreux films classiques et étrangers, notamment polonais, comme l'émission du programme d'études cinématographiques du professeur Jerry Carlson et du City College, City Cinematheque. Les émissions d'affaires publiques incluent également les forums du Baruch College. La station produit et coproduit également plusieurs séries originales dans ses studios ; après la diffusion originale sur le câble, les émissions sont archivées et téléchargées sur la chaîne YouTube de la station.
Certaines séries originales actuellement en production sont :
- 219West, le magazine d'information mensuel de la CUNY Graduate School of Journalism qui couvre la région de New York ;
- Arts in the City, un regard mensuel sur la scène artistique animée de la région métropolitaine de New York, animé par Carol Anne Riddell ;
- Asian American Life, série mensuelle sur le groupe d'immigrants à la croissance la plus rapide du pays, vivant dans la région métropolitaine de New York, animée par Ernabel Demillo ;
- Black America, une conversation approfondie qui explore ce que signifie être noir en Amérique ;
- Article d'opinion de Bob Herbert . la télé ;
- Building New York : New York Stories et The Stoler Report – la série de rapports commerciaux de New York sur l'immobilier et les dirigeants d'entreprise de la région métropolitaine ;
- City Cinematheque, série de films du monde, animée par le professeur Jerry Carlson, comprend une discussion animée avec des universitaires, des professionnels du cinéma et des critiques ;
- CityWide, un talk-show mensuel qui couvre les affaires et les affaires publiques de la ville de New York (Archive) ;
- Conversations avec Jim Zirin, émission d'interviews sur la compréhension et l'interprétation des événements nationaux et mondiaux ;
- CUNY Forum, un forum mensuel d'une heure pour discuter du gouvernement et de la politique de la ville de New York ;
- DiverseCITY, magazine mensuel sur les quartiers et les communautés ethniques de New York ;
- Eldridge & Co., organisé par Ronnie Eldridge, ancien membre du conseil municipal de New York ;
- Italique : The Italian American Magazine, animé par Anthony Julian Tamburri ;
- LATiNAS, magazine d'une demi-heure sur les femmes latines dans tout le pays, animé par Tinabeth Piña ;
- Le Laura Flanders Show, série hebdomadaire de reportages sur les critiques sociaux, les artistes, les activistes et les entrepreneurs qui construisent aujourd'hui le monde de demain, animée par la journaliste Laura Flanders ;
- Le New York Times Close Up avec Sam Roberts, une émission hebdomadaire discutant des grands sujets avec les journalistes qui les couvrent et avec les principaux acteurs de l'actualité ;
- Nueva York, série primée à plusieurs reprises aux New York Emmy Awards [5],[6] explore la culture latino à New York ;
- One to One, interviews d'affaires publiques par la journaliste Sheryl McCarthy ;
- The Open Mind, série de conversations hebdomadaire diffusée à l'échelle nationale animée par Alexander Heffner (initialement hébergée par son créateur Richard D. Heffner de 1956 à 2013) ;
- Spotlight on Broadway de Pat Collins, un programme mensuel axé sur les nouvelles productions de Broadway ainsi que sur les spectacles à succès établis ;
- La science et vous ! , explore le monde de la science, pour des publics de tous âges ;
- Science Goes to the Movies, série qui se penche sur la science dans les films contemporains ;
- Study With The Best, émission de style magazine présentant les réussites de la City University of New York, animée par Tinabeth Piña ;
- THÉÂTRE : All the Moving Parts, émission mensuelle présentant les créateurs de théâtre animée par Patrick Pacheco ;
- Tony Guida's NY, un talk-show animé par le journaliste new-yorkais Tony Guida ;
- Urban U, anciennement « Study With The Best », un magazine mensuel primé aux Emmy Awards de New York sur l'institution CUNY, ses étudiants, ses professeurs et ses anciens élèves ;

Les anciennes séries télévisées CUNY incluent :
- Légendes afro-américaines, portrait d'éminents Afro-Américains, animé par Roscoe C. Brown, Jr ;
- Art ou quelque chose comme ça ;
- Black Writers in America, diffusé à l'échelle nationale ;
- Brian Lehrer Télévision ;
- Brian Talks New York, était une émission hebdomadaire animée par l'animateur de radio WNYC Brian Lehrer ;
- Canapé, série consacrée aux événements culturels français à New York et aux États-Unis ;
- Discussion sur la ville ;
- Jour et nuit ;
- Independent Sources, série sur les communautés ethniques et immigrées de New York ;
- Femmes juives en Amérique ;
- MétroView ;
- Moyers &amp; Compagnie ;
- POTUS 2016 avec Brian Lehrer ;
- TimesTalks, était un talk-show de longue date coproduit avec le New York Times ;
- Le travail au théâtre de l'American Theatre Wing ;
- L'agenda urbain ;
- Theatre Talk, était un talk-show national sur le théâtre, primé aux Emmy Awards de New York ;
- Les femmes au théâtre ;
- Des femmes aux femmes ;

(La plupart des séries passées sont archivées sur le site Internet officiel de la station)